# Никол М. Келби
Никол М. Келби (на английски: Nicole M. Kelby) е американска журналистка и писателка на произведения в жанра драма, исторически роман, романтичен трилър и биография. Пише под псевдонима Н. М. Келби (N. M. Kelby).

## Биография и творчество
Никол Мери Келби, с раждено име Никол Марчевска, е родена на 18 юли 1957 г. в Толидо, Охайо, САЩ. Баща ѝ е американец от полски произход, а майка ѝ е фрацузойка. Когато родителите ѝ се развеждат, майка ѝ се премества със семейството в Тампа, Флорида.
След завършване на гимназията започва работа като стажант в „St. Petersburg Times“. По-късно се премества в Минеаполис и се включва в литературната организация „The Loft Literary Center“ преследвайки писателската си кариера. Работи като PR, като журналист пишейки за „Skyway News“ и „Where Magazine“, като репортер и водещ на Fox 9 News, и като изпълнителен директор на станцията за кабелен достъп в Сейнт Пол.
Първоначално се насочва към драматургията, но след това започва да пише разкази и романи.
Първият ѝ роман „In the Company of Angels“ (В компания на ангелите) е издаден през 2001 г. По време на Втората световна война селото на младата френска еврейка Мари Клер е унищожено, а тя е отведена от монахини в манастира им в Белгия, където се сблъсква някои чудеса.
Следват романите „Theater of the Stars“ (Театърът на звездите) – за мистериозната връзка на черните дупки със събитията от Втората световна война и научните разработки в Лос Аламос; „Whale Season“ (Сезонът на китовете) – история за чудеса в Бъдни вечер свързани със сериен убиец, който твърди, че е Исус; „Murder At the Bad Girl's Bar & Grill“ (Убийство в бар-грила) – история за странни личности и няколко убийства в заспалата пенсионна общност на Южна Флорида с много черен хумор; „Бели трюфели през зимата“; и „The Pink Suit“ (Розовият костюм).
Романът „Бели трюфели през зимата“ представя художествената биография и света на забележителния френски готвач Огюст Ескофие (1846 – 1935), който оставя следа в света на кулинарията чрез легендарните си ресторанти в „Савой“ и „Риц“. Той е раздвоен между две жени: известната, красива и безразсъдна актриса Сара Бернар и съпругата му, независимата и възвишена поетеса Делфин Дафис. В края на живота си той трябва да създаде ястие на името на съпругата си, както е направил това за някои велики личности.
Романът ѝ „Розовият костюм“ е базиран на истинската история зад емблематичния розов костюм на Жаклин Кенеди. Той дава поглед към политиката, модата и някои от най-бляскавите жени в историята, видян през очите на млада ирландка, която пресъздава костюма. За романа писателката получава почетна докторска степен от университета „Bath Spa“ в Бат, Англия.
Писателката е удостоена с множество престижни стипендии и награди, включително стипендия за литература на Буш, награда за книги във Флорида, както стипендия на щатския съвет по изкуствата във Флорида и Минесота. Два пъти получава наградата „Нелсън Алгрен“ за разказ.
Никол М. Келби живее със семейството си в Сейнт Пол, Минесота.

## Произведения

### Самостоятелни романи
- In the Company of Angels (2001)
- Theater of the Stars (2003)
- Whale Season (2006)
- Murder At the Bad Girl's Bar & Grill (2008)
- White Truffles in Winter (2011)
Бели трюфели през зимата, изд.: ИК „Кръгозор“, София (2012), прев. Антоанета Дончева-Стаматова
- The Pink Suit (2014)
- The Stars Within (2015)

### Сборници
- A Travel Guide for Reckless Hearts (2009)

### Документалистика
- The Constant Art of Being a Writer (2009)